# Новосёлки (Великолукский район)
Новосёлки — деревня в Великолукском районе Псковской области России. Входит в состав сельского поселения «Шелковская волость».
Расположена на востоке волости, в 17 км к востоку по дорогам или в 6 км от границы райцентра Великие Луки и в 1 км к югу от деревни Першино.

## Население
Численность населения деревни по состоянию на 2000 год составляла 12 жителей, на 2010 год — 14 жителей.